# Idiasta brevicauda
Idiasta brevicauda är en stekelart som beskrevs av Telenga 1935. Idiasta brevicauda ingår i släktet Idiasta och familjen bracksteklar. Inga underarter finns listade i Catalogue of Life.